# Wangen im Allgäu
Wangen im Allgäu je grad u njemačkoj saveznoj pokrajini Baden-Württemberg. Nalazi se u blizini Bodenskog jezera.
Wangen nalazi se 30 jugozapadno od grada Ravensburga i 25 km sjeverno od Lindaua.

## Gradovi partneri
Wangen ima ugovore o partnerstvu sa sljedećim gradovima:
- La Garenne-Colombes (od 1980.)
- Prato (od 1988.)

## Vanjske poveznice
- Službena stranica (njem.)

### Ostali projekti
|  | Zajednički poslužitelj ima još gradiva o temi Wangen im Allgäu |